# Sorbisches Osterei

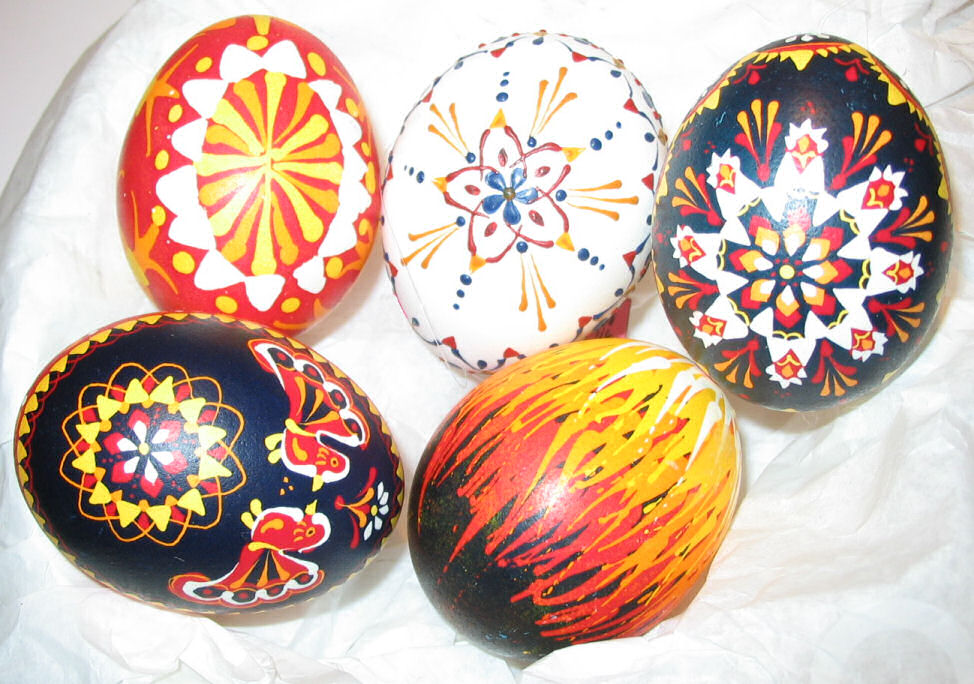
Sorbische Ostereier

Das Verzieren von Ostereiern ist ein fester Bestandteil der Osterbräuche der Sorben. Ähnlich wie bei anderen slawischen Völkern zeichnen sich die Eier durch eine besonders kunstvolle und aufwändige Verzierung aus. Diese Muster auf den Eiern sollen im Volksglauben bestimmte magische Effekte auf den Beschenkten haben. Traditionell wird hierzu ein Hühnerei bemalt, da beispielsweise Enteneier die Farbe auf ihrer glatteren Schale nicht so gut annehmen. Vereinzelt werden aber auch Wachteleier oder Eier des Straußes verwendet.

## Brauchtum
Das Hühnerei selbst gilt in vielen Kulturkreisen als Ursprung des Lebens und ist daher in erster Linie ein Fruchtbarkeitssymbol. Auch im Christentum setzte sich der Brauch des Verschenkens von Eiern zu Ostern als ein Zeichen für den Glauben an die Auferstehung Jesu Christi durch.
In den Gebieten der Mittel- und Niederlausitz galt der Karfreitag seit der Reformation als Feiertag. Das Bemalen der Eier galt nicht als Arbeit und so entstanden die verzierten Eier, die am darauf folgenden Ostersonntag von den Patenkindern an deren Paten mitsamt einigen Süßigkeiten überreicht wurden. Dies wurde bis zur Konfirmation des Kindes praktiziert; danach bedankt sich das Kind traditionellerweise mit einem Gedicht bei seinem Paten. Im Laufe der Zeit entwickelte sich daraus ein gegenseitiges Beschenken mit verzierten Eiern unter Familienmitgliedern und Freunden; zudem werden die Eier zum Teil auch zu weiteren Anlässen wie Hochzeiten oder Kindstaufen verschenkt. Sie dienen in diesem Zusammenhang einfach als Symbol des persönlichen Glückwunsches. Der Förderkreis für sorbische Volkskultur e. V.  veranstaltet zudem jährlich einen Wettbewerb, bei dem das schönste Ei prämiert wird.

## Waleien

Waleien auf einer Briefmarke der DDR aus dem Jahr 1982

Die bemalten Eier dienen bis heute sorbischen Kindern als Spielmaterial für das Waleien, ein Ostereierrollen auf einer abschüssigen Bahn: Zunächst legt ein Kind eines seiner Eier in eine Grube, die sich am Ende der Bahn befindet. Ein zweites Kind versucht, dieses Ei zu treffen, in dem es ebenfalls ein Ei die Bahn hinabrollen lässt. Gelingt ihm dies, so erhält er das Ei des ersten Spielers. Verfehlt er es, so bleibt das Ei in der Grube und das nächste Kind ist an der Reihe. Das Spiel endet, wenn alle Eier in der Grube liegen.

## Techniken
Es gibt einige Grundtechniken, die im Folgenden beschrieben werden. Daneben kommen auch ein klassisches Bemalen, z. B. mit Acrylfarbe, sowie die Kombination der verschiedenen Techniken zum Einsatz.

### Ätztechnik
Die Ätztechnik ist die älteste Verzierungstechnik. Ursprünglich wurde ein gefärbtes Ei dabei in einen Ameisenhügel gestellt, wodurch es durch die von den Ameisen abgegebene Ameisensäure ein unregelmäßiges Muster erhielt. Später nutzten die Sorben insbesondere die Milchsäure aus Sauerkraut und trugen diese in Mustern auf das gefärbte Ei auf. In neuerer Zeit wurde z. B. verdünnte Salzsäure zum Ätzen benutzt. Durch das Ätzen entstehen unscharfe, faserige Konturen. Vorteilhaft ist, dass kaum Vorbereitungen erforderlich sind. Auch besteht kaum Gefahr, dass das Ei zerdrückt wird. Nachteilig ist, dass die auseinanderfließende Säure die Konturen zerstören kann. Auch stellt die Säure an sich eine Gefahrenquelle dar.

### Wachsreserviertechnik
Bei der Wachsreserviertechnik (auch Reservetechnik oder Wachstechnik genannt) wird das Ei vor dem Auftragen von Farbe mit heißem Bienenwachs betupft. Hintergrund ist, dass auf den mit dem Wachs „reservierten“ Flächen keine Farbe haftet. Dadurch kann man durch ein präzises Auftragen des Wachses entsprechende Muster erzeugen. Ursprünglich benutzte man zu diesem Zwecke Gänsefedern, deren Spitzen zu einer bestimmten geometrischen Form gefeilt wurden (Dreiecke, Vierecke etc.), um einfache Formen zu erzeugen. Um Punkte und Striche auf dem Ei aufzubringen, werden Stecknadeln mit unterschiedlich großen Glasköpfen in Holzstäbchen oder Bleistifte gesteckt. Soll das Ei mehrfarbig gestaltet werden, so legt man das Ei nach dem Betupfen mit Wachs in eine lauwarme Farblösung und bedeckt, reserviert, anschließend die nächste Farbe. Auf die Art und Weise entstehen vielfarbige Eier, von denen zum Schluss das Wachs angewärmt und bis auf eine dünne schützende Wachsschicht entfernt wird. Die Technik gilt als die farbenprächtigste aller Verfahren. Nachteilig ist, dass die Vorbereitung vergleichsweise aufwändig ist. Einmal aufgetragenes Wachs kann darüber hinaus kaum wieder entfernt werden.

### Bossiertechnik

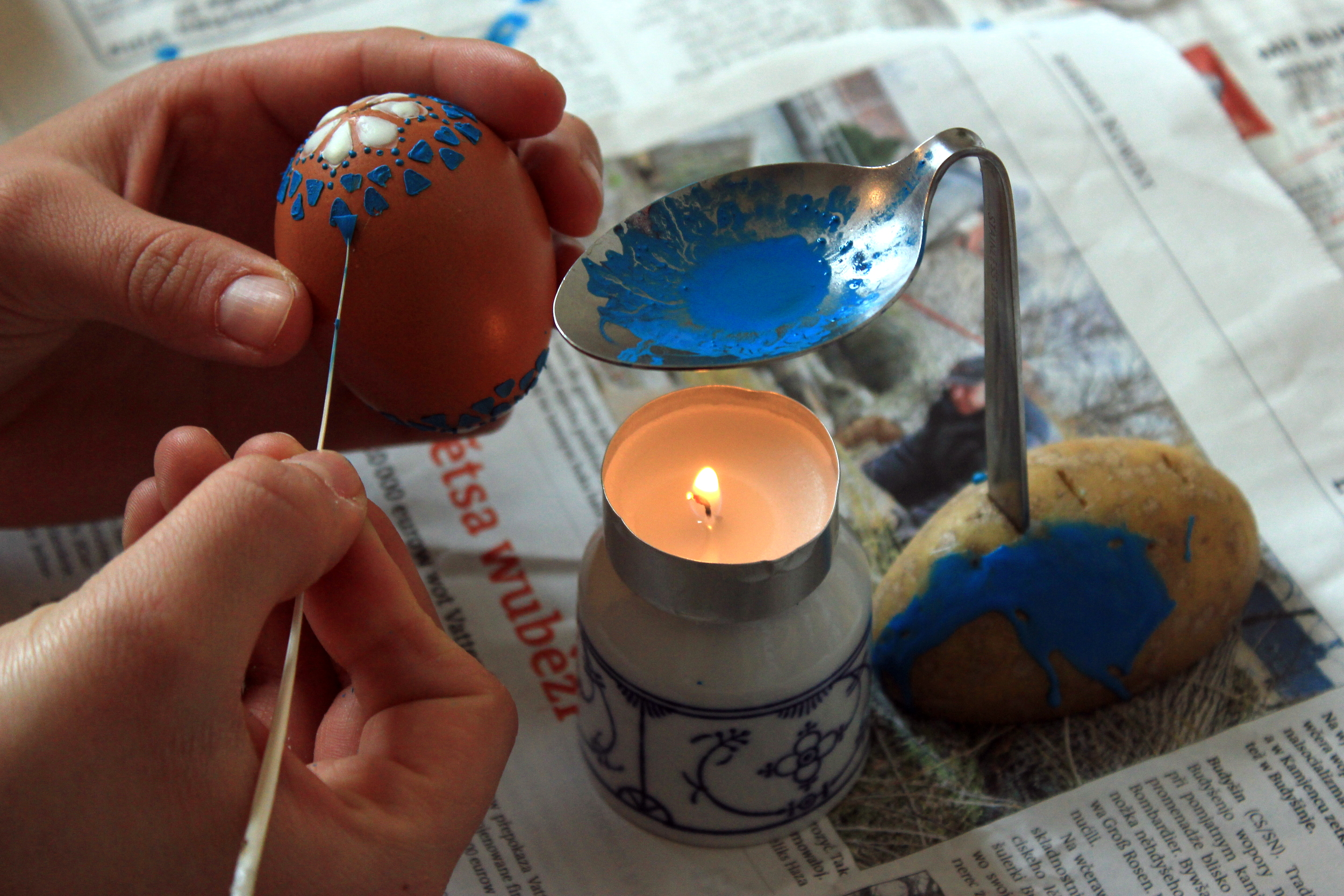
Gestaltung eines Ostereis mithilfe der Bossiertechnik

Die Bossiertechnik entwickelte sich im Wesentlichen aus der Wachsreserviertechnik. Dabei wird das Ei wiederholt mit heißem Bienenwachs betupft, allerdings ist hier das Wachs vorher gebrannt und damit gefärbt worden. Dadurch wird die Farbe mit dem Wachs direkt aufgetragen und erzeugt bei entsprechender Schichtdicke neben dem Muster auch ein Relief. Die Technik wird zunehmend angewendet, weil sie vergleichsweise leicht zu erlernen ist. Sie kann auch mit der Wachsreservetechnik kombiniert werden. Vorteilhaft ist, dass das mehrmalige Einfärben, Trocknen und Wachsen entfällt. Ein fertiges Ei kann daher auch nicht durch ein fleckiges Färben beschädigt werden. Nachteilig ist, dass mehrere verschieden eingefärbte Wachsmischungen bereitgehalten werden müssen.

### Ritztechnik
Die Ritztechnik (auch Kratztechnik genannt) ist die aufwändigste und filigranste Verzierungstechnik. In ein gefärbtes Ei mit besonders widerstandsfähiger und dicker Schale werden dabei mit einem scharfen Gegenstand entsprechende Ornamente in die Schale geritzt. Wichtig ist, die Eierschale zuvor genau zu überprüfen, denn durch das Kratzen wird ein konstanter Druck auf die Schale ausgeübt. Aus diesem Grund werden für diese Technik Enten- und Gänseeier genutzt, die eine dickere Schale aufweisen. Vor dem Ritzen werden die Eier in der Regel kräftig eingefärbt. Durch Variation in der Ritztiefe können dabei entsprechende Farbnuancen bis hin zum Weiß der Eischale erzeugt werden. Dabei kann prinzipiell jeder scharfe Gegenstand, beispielsweise ein Messer, ein Spiralbohrer oder eine Dreikantfeile, genutzt werden. Vorteilhaft ist, dass das zeitaufwändige Färben der Eier entfällt. Auch benötigt man – im Gegensatz zur Wachstechnik – keine Vorrichtung. Nachteilig ist der vergleichsweise hohe Zeitaufwand. Auch ist die Gefahr größer, dass das Ei zerbricht.

## Symbolik
Die Ornamentik orientiert sich an traditionellen Formen wie Symmetrie, Rhythmik und Gleichgewicht. Auf den Eiern findet man häufig die Sonne als Symbol des Lebens. Daneben werden aber auch dreieckige Formen aufgebracht, die an die Trinität oder die Familie mit Vater, Mutter und Kind erinnern sollen. Bei der Kratz- und Ätztechnik ist die Darstellung von Blumen, Ranken oder Sternen verbreitet. Man findet aber auch den Lebensbaum, der Fruchtbarkeit und Wachstum symbolisiert. Passend zur Osterzeit werden Symbole wie das Kreuz oder das Lamm aufgebracht. Gelegentlich findet man Landschaftsdarstellungen oder sorbische Sprichwörter.

## Farben
Die Farbgestaltung der sorbischen Ostereier unterliegt einer langjährigen Tradition. So gilt die rote Färbung als Symbol für Macht und Magie, aber auch für Liebe und Freundschaft. Das Patengeschenk in Burg bestand in den 1950er Jahren aus drei roten Eiern; wurde es abgeholt, so sagte man: „nach den roten Eiern gehen“.
Zur Färbung der Eier verwendet man in der Regel Naturfarbstoffe. Um einen braunen Farbton zu erzielen, werden Zwiebelschalen genutzt; für schwarze Farben dagegen Erlenzapfen oder Walnussschalen. Die rote Farbe wurde mit Hilfe der Rotbuche, dem Brasilholz oder der Koschenille erzeugt. Zur Zeit der DDR waren Farbhölzer kaum erhältlich. Chemisch erzeugte Farben haben den Vorteil, dass sie sowohl mit kaltem wie auch mit warmem Wasser eingesetzt werden können.

## Ausstellung
Die Sorbische Webstube in Drebkau verfügt über eine Sammlung von über 3.000 Ostereiern aus 52 Ländern. Sie wurden vom inzwischen verstorbenen Museumsstifter Lotar Balke zusammengetragen.